# Biatlon na ZOI 2014.
Natjecanja u biatlonu na Zimskim olimpijskim igrama 2014. u Sočiju održavala su se od 8. do 22. veljače 2014. na kompleksu za skijaško trčanje i biatlon Laura u Krasnajskoj Poljani.

## Natjecanja

### Muškarci
| disciplina             | zlato                                                         | vrijeme   | srebro                                             | vrijeme   | bronca                                                             | vrijeme   |
| Sprint (10 km)         | Ole Einar Bjørndalen                                          | 24:33,5   | Dominik Landertinger                               | 24:34,8   | Jaroslav Soukup                                                    | 24:39,2   |
| Dohvatno (12,5 km)     | Martin Fourcade                                               | 33:48,6   | Ondřej Moravec                                     | 34:02,7   | Jean-Guillaume Béatrix                                             | 34:12,8   |
| Pojedinačno (20 km)    | Martin Fourcade                                               | 49:31,7   | Erik Lesser                                        | 49:43,9   | Evgenij Garaničev                                                  | 50:06,2   |
| Masovini start (15 km) | Emil Hegle Svendsen                                           | 42:29,1   | Martin Fourcade                                    | 42:29,1   | Ondřej Moravec                                                     | 42:42,9   |
| Štafeta (4 × 7,5 km)   | Aleksej Volkov Evgenij Ustjugov Dmitrij Malyško Anton Šipulin | 1:12:15,9 | Erik Lesser Daniel Böhm Arnd Peiffer Simon Schempp | 1:12:19,4 | Christoph Sumann Daniel Mesotitsch Simon Eder Dominik Landertinger | 1:12:45,7 |

### Žene
| disciplina             | zlato                                                           | vrijeme  | srebro                                                         | vrijeme   | bronca                                                    | vrijeme   |
| Sprint (7,5 km)        | Anastasiya Kuzmina                                              | 21:06,8  | Olga Vilukhina                                                 | 21:26,7   | Vita Semerenko                                            | 21:28,5   |
| Dohvatno (10 km)       | Dar″ja Domračava                                                | 29:30,7  | Tora Berger                                                    | 30:08,3   | Teja Gregorin                                             | 30:12,7   |
| Pojedinačno (15 km)    | Dar″ja Domračava                                                | 43:19,6  | Selina Gasparin                                                | 44:35,3   | Nadzeja Skardzina                                         | 44:57,8   |
| Masovi start (12,5 km) | Dar″ja Domračava                                                | 35:25,6  | Gabriela Soukalová                                             | 35:45,8   | Tiril Eckhoff                                             | 35:52,9   |
| Štafeta (4 × 6 km)     | Julija Džyma Olena Pidhrušna Valentyna Semerenko Vita Semerenko | 1:10.025 | Jana Romanova Ekaterina Šumilova Ol'ga Viluchina Ol'ga Zajceva | 1:10,28,9 | Tora Berger Tiril Eckhoff Ann Kristin Flatland Fanny Horn | 1:10,40,1 |

## Momčadsko natjecanje
| disciplina        | zlato                                                                       | vrijeme   | srebro                                                                   | vrijeme   | bronca                                                               | vrijeme   |
| mješovita štafeta | Norveška Tora Berger Tiril Eckhoff Ole Einar Bjørndalen Emil Hegle Svendsen | 1:09:17,0 | Češka Veronika Vítková Gabriela Soukalová Jaroslav Soukup Ondřej Moravec | 1:09:49,6 | Italija Dorothea Wierer Karin Oberhofer Dominik Windisch Lukas Hofer | 1:10:15,2 |

## Vanjske poveznice
- Službene olimpijske stranice za biatlon  Arhivirana inačica izvorne stranice od 5. veljače 2014. (Wayback Machine)